# Literatura en euskera

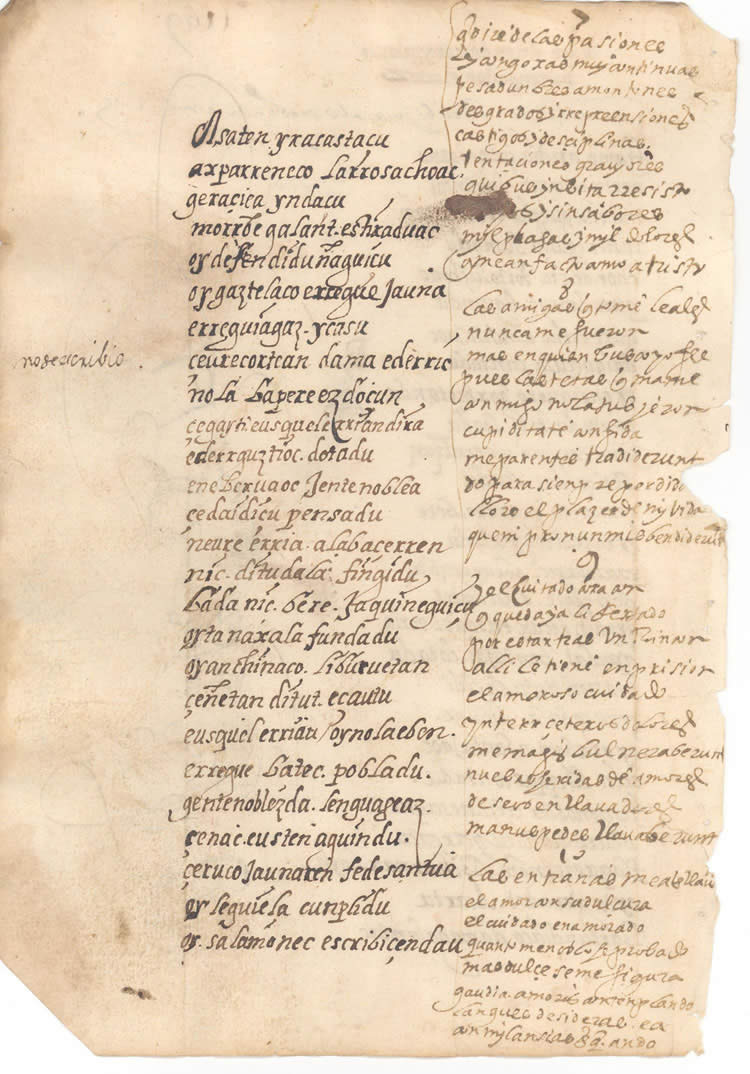
Manuscrito renacentista del alavés Juan Pérez de Lazarraga descubierto en el año 2004 por Borja Aginagalde

La literatura en euskera es la literatura que utiliza como vehículo de expresión el euskera. Hasta el siglo XVI fue una literatura predominantemente oral y popular, tal y como se puede apreciar en el influjo que tuvo en sus inicios escritos. La literatura escrita siguió un camino parecido al de otras literaturas en lenguas minoritarias como la albanesa, friulana o la finesa. La primera obra impresa exclusivamente en euskera es la antología de Bernat Dechepare, Linguae Vasconum Primitiae, publicada en 1545, que es aún hoy uno de los textos más citados en defensa o como referencia al euskera. En 2004 se descubrió también un manuscrito, de Juan Pérez de Lazarraga, que puede arrojar nueva luz sobre los orígenes de esta literatura. 
Durante el siglo XVII la literatura en euskera vivió su Edad Dorada, en la que prosperó la poesía y la prosa religiosa. A lo largo de su historia, la literatura en euskera encontró graves obstáculos para su desarrollo, como su gran variedad dialectal, que dificultó la creación de una lengua literaria que sirviera como modelo común, la falta de uso como lengua oficial administrativa, el desapego de las élites y sobre todo la prohibición de su uso en la administración y sistema educativo a partir de finales del siglo XVIII. Dicha prohibición fue mucho mayor durante la dictadura franquista, debido a las persecuciones que sufrieron las manifestaciones públicas del euskera. La cual no impediría la creación de la revista Egan (1948) financiada por la Diputación de Guipúzcoa, la editorial de libros en euskera Kuliska Sarta (1952) o que la Academia de la Lengua Vasca celebrase congresos sobre el euskera y convocase concursos literarios a partir de 1956.

## Consideraciones generales

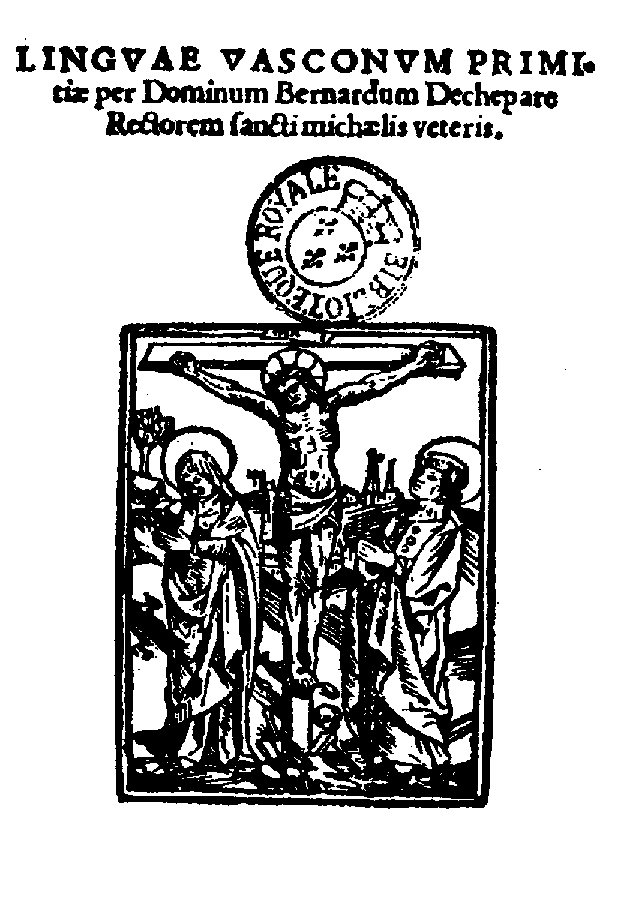
Lingue Vasconum Primitiae (trad. Primicias de la Lengua Vasca), poemario de Bernard Dechepare (XV-XVI) y primera obra publicada exclusivamente en euskera

El euskera sufrió el desprestigio de siglos, siendo reflejo de ello la literatura, sobre todo en la temática y después en el uso del lenguaje. La primera obra publicada fue un claro alegato a favor de esta:

Los que no son vascos creían
que era imposible escribir en euskara;

ahora han comprobado

que estaban equivocados.
trad. Contrapas. Bernat Dechepare (XV-XVI)

frente a aquellos que la consideraban bárbara y ágrafa:

(...) Este país habla un lenguaje bárbaro (...) son feroces, la tierra en que viven es feroz, silvestre y bárbara. La ferocidad de sus caras e igualmente de su lengua bárbara aterrorizan el corazón de quienes los ven (...) Si les oyeres hablar, te recordarían el ladrido de los perros, pues su lengua es completamente bárbara (...)
Aymeric Picaud (XII)

Solos los vizcaínos conservan hasta hoy su lenguaje grosero y bárbaro, y que no recibe elegancia, y es muy diferente de los demás, y el más antiguo de España, y común antiguamente de toda ella, según algunos lo sienten.
P. Juan de Mariana, 1601

La misma temática apologista estará presente en la escuela del padre Manuel de Larramendi siglos después, sus seguidores (los apologistas) dejarán paso a los románticos con los cuales la lengua y la literatura vivirá su primer periodo de apertura y desarrollo. Se publicarán obras costumbristas como Peru Abarca, pero no tardarán en aparecer figuras como Iparraguirre, Bilintx o Augustin Chaho que imbuirán a la literatura de un sentir romántico. 
Este romanticismo que desembocará en el posterior nacionalismo sabiniano será la causa de que sabios, pensadores y escritores extranjeros como Wilhelm von Humboldt, el príncipe Louis Lucien Bonaparte, Hugo Schuchardt, Wentworth Webster, Víctor Hugo o George Borrow se dediquen a recoger con ahínco los mitos y leyendas vascos que aún se conservaban o pongan las bases del estudio dialectal del euskera (como en el caso del príncipe Bonaparte) cuyos mapas y métodos aún hoy son utilizados.
El Eusko Pizkundea (Renacimiento Vasco) llegó junto con la propagación del nacionalismo de Sabino Arana y diferentes corrientes vasquistas a finales del siglo XIX. Por iniciativa de las cuatro diputaciones vasconavarras, se creará la Sociedad de Estudios Vascos, la cual, entre otras iniciativas, promovió la fundación de la Real Academia de la Lengua Vasca. Los lore-jokoak (juegos florales), fueron en sus inicios patrocinados por mecenas como Antoine d'Abbadie y supusieron un punto de inflexión en la historia de la literatura. 
También llegaron las primeras propuestas para unificar la ortografía de la lengua, aunque ninguna llegó a imponerse sobre las demás. La Guerra Civil supuso la desaparición de este movimiento cultural: destacados escritores y activistas culturales, como Aitzol o Lauaxeta fueron fusilados, los euskaltzales se exiliaron al País Vasco francés y a América o buscaron refugio en la Iglesia. El euskera fue prohibido hasta la década de 1960 y sus publicaciones estuvieron estrictamente controladas. 
No fue hasta el Congreso de Aranzazu (1968) cuando se llegó a un acuerdo para la unificación literaria. Los movimientos culturales a favor del euskera como el de las ikastolas o el grupo Ez dok Amairu jugaron y aún hoy juegan un papel principal en la renovación del lenguaje literario. Se alejaron del costumbrismo, patriotismo y puritanismo de los escritores de la vieja guardia para ponerse al día junto con el resto de corrientes literarias europeas, se efectuó la renovación de la novela en euskera con Jon Mirande, Saizarbitoria y Txillardegi, se rompieron los rígidos moldes de la literatura religiosa, el aire fresco que entró en la literatura equiparó la prosa a los movimientos del momento y el versolarismo vivió su era dorada. Este segundo Eusko Pizkundea tuvo como representantes a autores de la talla de Bernardo Atxaga, Saizarbitoria, Anjel Lertxundi, Arantxa Urretabizkaia y otros muchos más. La pluralidad de géneros, la innovación en las técnicas descriptivas, el asentamiento del euskera batúa y otras muchas más son las características que definen y marcan a esta nueva generación de autores.

### Literatura escrita
La división temporal que se hace en el caso de la literatura en euskera no suele coincidir con la de los movimientos europeos del momento en la mayoría de los casos hasta el Romanticismo esto entre diversas razones se debe a que la historia de la literatura vasca alterna entre el País Vasco continental y el País Vasco peninsular, de manera que como si de compartimentos estancos se tratara hay una alternancia entre ambas vertientes de los Pirineos, exiliándose en muchos casos los autores de una zona a otra para continuar con su labor literaria, tal y como se puede ver con claridad en acontecimientos como la Revolución Francesa y la guerra civil española. Por ejemplo el florecimiento de la literatura en País Vasco francés se debe en gran parte en el clima contrario al vascuence que se había instalado en las tierras vascas de la Corona de Castilla y viceversa ocurrirá con la Ilustración en España.

#### Características principales
- Es fruto de una lengua sin oficialidad ni unidad y condenada al ostracismo y desprestigio durante siglos.
- Ha nacido entre estados cuyas lenguas son romances y herederas de la tradición latina.
- Ha tenido como fin principal la enseñanza religiosa por diversas razones como la tardía cristianización[4] o brotes de protestantismo.
- La poesía siempre ha tenido más peso que la prosa debido al bertsolarismo.
- Escasa implantación de la imprenta o la "problemática de la imprenta".
- Su propio estudio es relativamente reciente (finales del siglo XIX).

### Literatura oral y tradicional
- Por ser una literatura que nace de la improvisación, las ideas e imágenes, como recursos cercanos a las figuras del pensamiento, son aprovechadas por el autor gracias al sentido figurado que ofrecen las palabras y a la velocidad que les impone el mismo contexto.

- El autor está sujeto a ciertos artificios rítmicos: punto, ritmo, canto, expresión...

- La literatura oral se vale de aquellos recursos estilísticos relacionados con el nivel fónico del lenguaje: repetición, onomatopeya, estilización, elipsis, etc.

- El autor busca crear distintas sensaciones, bien de musicalidad, bien de evocación de imágenes; con ello busca transmitir sentimientos comparables a los que se perciben a través de la música.

#### Géneros
Se han utilizado distintas clasificaciones para literatura de tradición oral, en este caso se recoge la utilizada por Manuel de Lekuona que distingue cuatro grandes categorías:
Poesía
A) Los cantares antiguos épico-familiares
- Banderizo kantak

- Eresiak edo hileta kantak

- Pasadizu kantak

- Erlijio kantak

- Kanta apokrifoak

B) Bertso berriak (o bertsolarismo)
C) Kopla zaharrak
D) Apaingarri gisako piezak
E) Canciones (abestiak/kantak)
Teatro (antzerkia)
a) Pastorales
b) Mascaradas
c) Tragicomedias carnavalescas
d) Paradas chariváricas
- En Zuberoa (Sola)

- En la Baja Navarra

e) Farsas chariváricas
f) Teatro popular en Hegoalde
Narrativa
a) Narraciones cortas
- Eusko folklore

- Narraciones de entretenimiento

Proverbios y refranes
- Proverbios

- Refranes

Tal y como se ha mencionado, existen formas varias de realizar esta clasificación, así pues Jon Kortazar recurre a la tradición o transmisión para dividir en dos grupos los géneros de la literatura de oral y popular:
- Géneros tradicionales: aquellos en los que el contenido se transmite y comunica a lo largo del tiempo.

1. Baladas
2. Poesía oral lírica
3. Narrativa oral
- Géneros no tradicionales: dícese de aquellos en los que el contenido se crea al momento (fruto de la improvisación), para luego olvidarse por lo general (aunque se dé la tradicionalización de ciertos textos)

4. Bertsolarismo
5. Pastoral
Kortazar obvia así varios de los géneros recogidos por Lekuona, que considera menores, aunque reconoce la relación de los géneros no tradicionales (bertsolarismo y pastoral) con otros géneros menores pero más tradicionalizados, como las charivaris. Así pues, incluso la clasificación de las baladas éuscaras dista entre Juan Mari Lekuona y Manuel de Lekuona, y mientras Antonio Zavala incluye las baladas dentro de las canciones al igual que Patricio Urquizu, Manuel de Lekuona hace lo contrario: clasifica las canciones dentro de las baladas, en el modelo lírico. Esto se debe a los distintos parámetros utilizados, pues la clasificación de Manuel de Lekuona atiende tanto a la temática como a su desarrollo en el tiempo.

## Primeras referencias

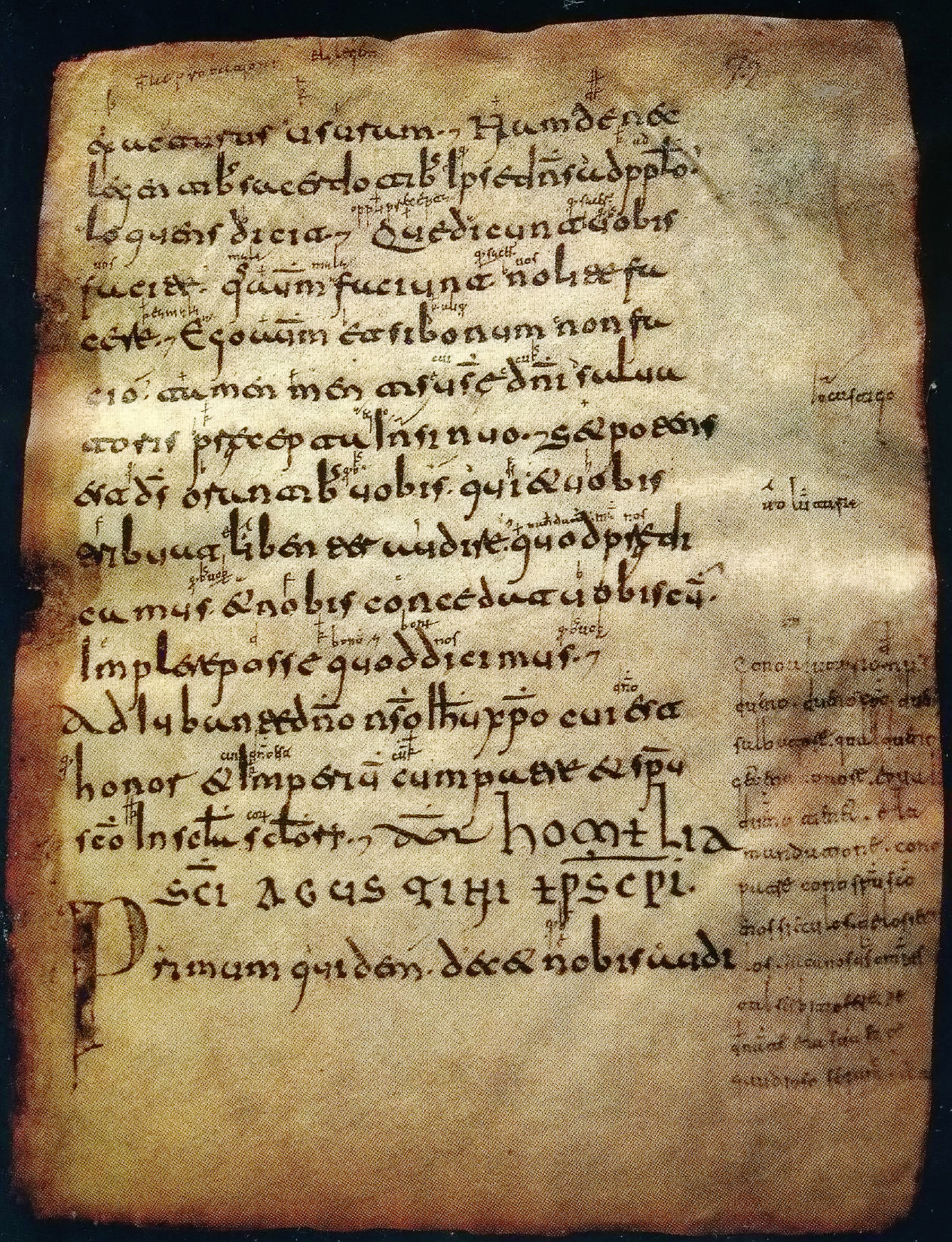
Página 72 del Códice Emilianense 60. Se aprecia la glosa al margen.

Las primeras palabras escritas en euskera (en euskera arcaico) aunque sin valor literario, son los 400 antropónimos y 70 teónimos euskéricos localizados en lo que posteriormente sería Aquitania, Vasconia, Aragón o La Rioja:
| Euskera arcaico           | Euskera batúa                           | Significado   |
| ------------------------- | --------------------------------------- | ------------- |
| Andere, Andre-            | andere, andre                           | señora, dama  |
| Belex, -belex, -bel (e) s | beltz                                   | negro         |
| Cis(s) on                 | gizon                                   | hombre        |
| Nescato                   | neska, (neskato se usa como diminutivo) | chica         |
| Sembe-                    | seme (<*senbe)                          | hijo          |
| Seni                      | sein (<*seni)                           | niño, hermano |
| Sahar                     | zahar                                   | viejo         |
| corri                     | gorri                                   | rojo          |
| co                        | ko                                      | sufijo        |
| tar                       | tar                                     | sufijo        |

Las primeras formas verbales no están atestiguadas hasta las Glosas Emilianenses de San Millán de la Cogolla. 

jzioqui dugu
guec ajutuezdugu
hemos encendido,
nosotros no nos arrojamos    

Se sabe también que un espía labortano escribía al rey Felipe II, que Francisco de Jaso, (san Francisco Javier) se carteaba con su madre del Baztán (aunque sus misivas no se muestren al público ni a los investigadores) y que el durangués fray Juan Zumárraga, obispo en México, escribía a su hermana en euskera. 
El primer texto literario que se encuentra publicado apareció en 1542, en la obra de François Rabelais (1494-1533), famoso escritor francés que estudió en el Colegio de Navarra de París.

## Edad Media

### Introducción histórica

La península ibérica en el año 1030

El profesor Patricio Urquizu describe así la situación histórica durante la Edad Media en su Historia de la Literatura Vasca (UNED, 2000):

El País Vasco o Euskal Herria, la Vasconia de los historiadores La Marca, Oihenart, etc. como indican diversos autores medievalistas (Goyheneche, Estornés, Caro Baroja, Orella, etc.) tuvo hacia el siglo IX una unidad nacional monárquica siendo su primer rey con sede en Pamplona Íñigo Arista. A este reino se le adhirió más tarde el antiguo condado de Álava, que abarcaba también las provincias de Vizcaya y Guipuzcoa, y posteriormente se añadieron las de Vasconia citerior, continental o aquitana que se extendía por las provincias de Lapurdi, la Baja Navarra y Zuberoa.

Sancho el Grande (999-1035) reunió bajo su corona las tierras pobladas por vascos, e incorporó Castilla, Aragón, Gascuña y el condado de Tolosa, siendo considerado hoy en día el mayor rey de Navarra. La monarquía navarra importaría de los recién fundados centros urbanos de las áreas de habla occitana la burguesía encargada de dotar de infraestructura económica y comercial al reino. A su vez la mayoría de los monjes de las distintas órdenes y monasterios eran de origen occitano y franco, es decir, la vida cultural, económica y política del país era controlada por gentes extranjeras respecto a este.
La sustitución lingüística del latín por el occitano como lengua administrativa, oficial y judicial en el Reino de Navarra se debió a esto, aunque pronto encontró en la corte una competidora, el romance navarro, que gozaría también de oficialidad, a diferencia del euskera, que aun siendo la lengua mayoritaria del Reino carecía de prestigio social.
Sus herederos repartirían los reinos, siendo Guipúzcoa anexionada injustamente según el testamento de Alfonso VIII en el 1200 por Castilla, aunque no exista unanimidad ni pueda conocerse si la anexión se debió a una conquista, fue voluntaria o forzada. Algo más tardía será la incorporación a la Corona de Castilla del Condado de Álava y el Señorío de Vizcaya (XIV), aunque en los tres casos los monarcas castellanos jurarían guardar sus fueros. Las provincias de Labort y Sola (Pays de Soule) pasaron a pertenecer a Inglaterra en 1154, situación que se revertirá con la Guerra de los Cien años, al caer Mauleón y Bayona en manos de Gaston IV de Foix, vizconde del Bearn, en 1449 y 1451 respectivamente. Mientras el Reino de Navarra pasa a manos de los condes de Champaña hasta 1328 y finalmente a la casa de Evreux.
Entre 1442 y 1461 se da la guerra civil entre los beamonteses (partidarios de Carlos de Viana) y los agramonteses (partidarios de Juan II), dirigidos por Luis de Beaumont y Pedro de Peralta respectivamente. Finalmente el trono pasa de los Evreux a los Albret, al casarse Catalina de Foix con Juan III de Albret. Estos enfrentamientos los dos linajes tendrían su correlato en el resto de Vasconia con los oñacinos y gamboínos, al ser los primeros partidarios de Castilla y los segundos de Navarra. Estos hechos luctuosos fueron fuente de inspiración para las primeras baladas éuscaras, tanto para las guda-kantak (trad. Cantares de Batalla o Épicos) como eresiak femeninas (trad. Cantares fúnebres). Destacan entre ellas la Eresia de Milia de Lastur y Bereterretxen khantoria. 
Las luchas entre banderizos es un fenómeno de la Baja Edad Media que no solo se da en Vasconia, sino también en Castilla, Aragón, etc. aunque adquiere intensidad excepcional en la región vasca. El enfrentamiento entre estos grupos no se debe solamente a luchas dinásticas, tienen un trasfondo social y económico. Las villas habían ganado fuerza entre los siglos XIII-XIV, y observaban con preocupación los problemas de bandidismo, así como la destrucción de ferrerías, asaltos a mercaderes, etc. que ponían en peligro el renaciente comercio europeo. Es por ello que las Hermandades adquieren un papel importante en la pacificación y resolución de conflictos, aunque sus métodos, como recuerda el Cantar de Sandailia, no distarán mucho de los usados por los banderizos.

### Poesía del fin de la Edad Media

#### Cantaras épicos:gudu kantak
Las guerras entre banderizos aun teniendo un origen dinástico, son fruto de odios y rencores acumulados con el tiempo, así como de los desafíos que existían entre los linajes como muestra el Cantar de Aramayona:

"-Ba al da, ba al da? (trad. "¿Hay alguien que se atreva?)

"-Ba da emen bere y lako bat alda" (trad. "Si hay, aquí uno como tú")

Lejos del supuesto aislacionismo e inexistencia de tradición culta que se le achaca a la literatura en vascuence, entronca así con la tradición baladística europea, pues no debe olvidarse que Vasconia se ve atravesada por una de las vías de influencia  europea más importante: el Camino de Santiago. La primera referencia a las canciones de Vasconia las tenemos ya en el texto literario catalán más antiguo, la Canço de Santa Fe de Agen (XI):

Tota Basconn´et Aragons
e l´encontrada dels gascons
sabon qals es aquist canczons
e ssés ben vera esta razons"

(trad. "En toda Vasconia y Aragón
y en la frontera de los Gascones
saben de quienes son estas canciones

y si son verdaderas estas razones"

Se tiene constancia que los trovadores provenzales Peire Vidal, Raimon Vidal y Aimeric de Pégulhan tuvieron en el Conde de Navarra y Señor de Vizcaya Lope Díaz I de Haro y su corte de Nájera un protector. A pesar de esto, habrá que esperar a los cronistas Esteban de Garibay y el Bachiller Zaldibia para recoger estos primeros cantares épicos. 
Las baladas medievales conocidas hasta el momento y datadas de acuerdo con Jean de Jaurgain, tomando como referencia los hechos históricos que narran son las siguientes:
1. Cantar de la batalla de Beotibar (1321)
2. Cantar de la batalla de Acondia (1390)
3. Cantar de la batalla de Urrexola (c. 1401)
4. Cantar de la batalla de Aramayona (1443)
5. Cantar de la quema de Mondragón (1448)
6. Cantar de Olaso (1450)
7. Cantar de Sandailia o San Elias (c. 1450)
8. Cantar de la batalla de Erroitegi (1448-1468)
9. Cantar de la batalla de Munguia (1471)
10. Cantar de la batalla de Fuenterrabía (1476)
11. Cantar de Bretaña (c. 1500)

##### Cantar de la batalla Beotibar
Fue el historiador y erudito Jean de Jaurgain el primero en relacionar las baladas medievales con los hechos históricos que narran para proceder a su datación. De acuerdo con este método, el primer cantar épico en euskera es el Cantar de la Batalla de Beotibar que aconteció en el año 1321. El cantar o balada es fruto de los antes mencionados cruentos y largos conflictos entre los linajes enfrentados en la Guerra Civil de Navarra. La versión del fragmento de 6 versos recogida por Esteban de Garibay es la siguiente: 

"Mila urte ygarota
Ura vere videan,
Guipuzcoarroc sartu dira
Gazteluco echean
Nafarroaquin batu dira
Beotibarrê pelean"

Y que el mismo cronista traduce como: 

"cuyo significacio es dezir que aun passados los mil años, ya la agua su camino, y que los Guipuzcoanos avian entrado en la casa de Gaztelu, y en pelea se avian topado con los Navarros en Beotibar"

El cantar narra como los navarros intentaron recuperar Guipúzcoa ante la minoridad de Don Alfonso el Onceno, mientras a su vez los guipuzcoanos ante la conculcación de sus fueros, buenos usos y costumbres decidieron buscar su restablecimiento bajo la Corona de Castilla y Alfonso VIII, aprovechando también que Sancho VII se encontraba en África.
Además de esta versión existen las de Zaldibia y Lope Martínez de Isasti, aunque este último cite al bachiller. Koldo Mitxelena criticó en su Historia de la Literatura Vasca que estos cantares hubieran sido editados en continuadas ocasiones, pero con errores de lectura. Por ejemplo Juan Carlos Guerra lee: 

giputz arro oc sartu dira /Gazteluco echean (trad. "Estos orgullosos guipuzcoanos se han unido / a Castilla)

Es decir, se trataría de una canción navarra contra los guipuzcoanos que se unieron a Castilla. A esta lectura se le contrapone por otro lado la realizada por otros ateniéndose exclusivamente al texto y que concuerda con la realizada por el mismo Esteban de Garibay: 

gipuzcoarroc sartu dira /Gazteluco echean (trad. "Nosotros los guipuzcoanos han entrado / en la casa de Castillo")

La polémica respecto a la interpretación de estas palabras ha venido tanto del plano literario como el político. Así pues, Juan Carlos Guerra dio por buena una canción (Beotibarko kantak) de temática similar pero más extensa recogida por Otaegi en su infancia de Cegama y cuya antigüedad parecía estar atestiguada al haberle mostrado un sacerdote el original en un antiguo manuscrito. Ya en su día Orixe argumentó en su Euskal literaturaren atze edo edesti laburra (1927) que aunque Guerra avalará la indiscutible antigüedad de ese cantar, a él le parecían que había sido compuesto en el dialecto central del euskera de la época, siendo hoy considerado un texto apócrifo:

Beotibar'ko zelaiak,
len ilunak, gaur alayak!
Beotibar'ko arkaitzetan
frantsesak gure oñetan.

Arro asko sartu ziran,
umil asko irten ziran.
Oñaz, agintari aundia,
zuretzat gure bizia!

Nora zuaz, Oñaz Jauna,
frantses jende arengana?
Edur maluta ugaria,
ugariago etsaya.

Larrean emaztetxuak,
begian negar-malkuak.
Atoz len bai len etxera,
bestela oso galdu zera!

Aurrera, mutil maiteak,
etxera dolorkumiak,
il emen edo garaitu
Oñaz Jaunak esaten du.

Zein gelditzen da atzian
Oñaz ikusita aurrian?
Zu zera nere nagusi,
zurekin il edo bizi.

Juan dira emendik betiko,
ez dira iñoiz etorriko;
beti euskaldun mendiak
ez besterentzat gaziak

La misma temática fue utilizada en el drama histórico Beotibarko gudua del dramaturgo y poeta tolosarra Ramos Azcarate y traspaso al parecer el ámbito de la lengua vasca, pues la batalla fue recogida en el poema de Alfonso el Onceno. Este poema de acuerdo con Cornu y Carolina Michaelis de Vasconellos  fue una traducción de poema en lengua gallega de Rodrigo Eannes:

En aquesto acordaron
Navarros e su companna
con muy gran poder entraron
por tierras de la montanna
...
Aquesta los dexemos
que los Lepuscano vencieron
e los fechos declaremos
que despues contescieron

##### Cantar de Bretaña
Más allá del tradicional corpus de baladas éuscaras que recopiló Koldo Mitxelena en Textos Arcaicos Vascos, Ibon Sarasola recogió otros canta en su tesis doctoral, destacando entre ellos el Cantar de Bretaña, descubierto por Alfonso Otazu en el Archivo Histórico Nacional.  Se trata en palabras de Sarasola de un cantar totalmente atípico en comparación con el resto de cantares antiguos, al carecer por ejemplo de rima y acento heroico, pues posee un tono casi trivial. Consta de 5 estrofas y 49 versos y aunque Sarasola lo sitúa alrededor del año 1500 Lakarra considera que se trata de una composición bien entrada en el siglo XVI, cuando el Romancero Nuevo estaba en su apogeo, en el segundo tercio del citado siglo.

##### Cantar de la Quema de Mondragón
Este cantar fue recogido en Linajes de Vizcaya, Guipúzcoa y Álava de Juan Francisco de Hita y narra uno de los episodios más luctuosos de las Guerras de bandos, la Quema de Mondragón fruto del enfrentamiento entre dos linajes: los Guraya (oñacinos de Vergara) y los Bañez (gamboínos de Mondragón). Así explica el enfrentamiento Juan José Goikoetxea 

Pero la tan ansiada paz sólo duró lo del canto del cisne pues tan sólo un año después en 1448, el Señor de Oñate, Pero Vélez de Guevara enirentado con los Guraya y armado con mil quinientos hombres entró en Mondragón para apropiarse de la villa. Gómez González de Butrón, Jefe de los oñacinos de Vizcaya, acudió en defensa de los suyos con más de 600 hombres y tras reñida contienda consiguió apoderarse de la villa. 

Ante el cariz de la batalla acudieron en socorro del Sr. de Oñate Marlín Ruiz de Olaso y los importantes linajes de los Arleaga, Ladrón de Balda, Juan Ortiz de Zarauz, el de San Millán, el de casa Achega y Rodrigo de Balza, que al ser superiores en número desearon la batalla en campo abierto y para obligar a los de Butrón a salir de Mondragón prendieron fuego por los cuatro costados.
Ante la magnitud del incendio el Sr. de Butrón se vio obligado a salir de la Villa, esperándoles los gamboinos emboscados,
atacándoles por todos los costados, produciéndoles una verdadera carniceria, pereciendo destacados personajes como el hijo del Sr. de Múgica, el Sr. de la casa Ugarte, el Sr. de Butrón y su hijo y cayeron prisioneros Lope de Gaviria, el Sr. de Láriz,Martín Ruiz de Olaso yerno de Butrón y Martín Urquiza.
El incendió de Mondragón fue total (...) Los vecinos trataron de salvar sus bienes, pero el conde de Oñate entró (...) y lo arrasó, según narra Garibay. El rey Juan II aplicó la justicia con mano dura, señalando pena de muerte para el conde de Oñate y todos los señores de las casas de linajes que participaron en la contienda (empozados en agua con sendos pesos a los cuellos) y todos los demás hidalgos que les acompañaron a la pena de la horca.

A los vecinos de Mondragón que acompañaron al Sr. de Oñate en la quema de la Villa como Lope de Osinaga, Martín de Olabarrieta. Rodrigo de Avendaño, Juan de Arlazubiaga, Martín de Cilaurren, fueron condenados a ser quemados vivos, que según Garibay pasaron de trescientas las personas condenadas. Las sentencias no se ejecutaron, por intervención de varios personales ante el rey Enrique IV, quién mandó desmochar las torres de los parientes mayores y poner fin a la Guerra de los Bandos.

El cantar está compuesto por tres canciones:
1. La primera de ellas consta 10 versos en dos estrofas: 
  1. Oñacina: de cinco versos dodecasílabos con rima a-a y es puesta en boca de los oñacinos, de manera que está en dialecto occidental del euskera o vizcaíno de la zona de Mondragón (Guipúzcoa).
  2. Gamboína: está compuesta por cinco versos octosílabos en los que se narra como yacían sin vida Gómez el grande, su hijo y su sobrino. Indica Koldo Mitxelena que ha habido errores de lectura en este cantar, como el de Gorostiaga, quien lee dantza en vez de dautza, es decir, lee danza en vez de yace
2. Le siguen diez versos octosílabos de rima finalizada en -ik donde se describe a los caídos en la batalla recurriendo a características y tópicos de cada territorio: anchos (alaveses), inquietos y duros (vizcaínos) y hermosos y fuertes (guipuzcoanos). Patricio Urquizu señala basándose en la lectura realizada por Koldo Mitxelena un error de lecutra de Jon Juaristi quien lee hondo ederric en vez sendo ederric como indica el texto.
3. La tercera consta de 35 versos octosílabos, siendo la más extensa de las tres. Se inicia con una fórmula decorativa tradicional de las baladas éuscaras y las kopla zaharrak (o coplas viejas) con referencias a la naturaleza:

Argui yçarrac urten dau
Çeruan goyan ostançean
Bergararroc asi dira
Trajioe baten asmaçean

trad. Clara ha salido la estrella
en lo alto del cielo tempestuoso
los bergareses han comenzado
a urdir una traición

En el mismo cantar se encuentra otra fórmula habitual y de origen clásico ("Oyn arroc çi[tu]an luma/ Oçaetaco jaun gazteac") y uno de los momentos más épicos, la conversación entre madre e hijo, que tiene cierto paralelismo con el Cantar de Bereterretxe.

#### Elegías femeninas:eresiak

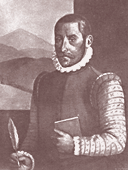
Esteban de Garibay, cronista vasco que recogió gran parte de la literatura medieval oral conservada en la actualidad

Las primeras referencias indirectas de una literatura éuscara oral y tradicional se remontan al Fuero Viejo de Vizcaya en 1452, donde se dictaba la siguiente prohibición explícita:
"...sobre mujeres que son conocidas por desvergonzadas y revolvedoras de vecindades y ponen coplas y cantares a manera de libelo inflamatorio (que el Fuero llama profazadas)"
Los cantos fúnebres (eresiak) recogidos de aquella época y esta prohibición confirman que las mujeres (llamadas en el fuero profazadas) componían versos con ocasión de duelo y celebración. Hay constancia de que eran ellas las que se especializaron en las eresiak, lamentos fúnebres que se recitaban en funerales y velatorios. La circunstancia de pronunciar estos lamentos en público y estar dirigidos a un auditorio, hacía que estas improvisadoras (pues las eresiak son obras de endechadoras orales) encerraran una dramatización muy particular a quienes a veces respondían otras, dando lugar a debates en verso semejantes a los de los versolaris modernos. Tanto para Lekuona como para Koldo Mitxelena, aquellas damas improvisadoras eran versolari que apagaron sus voces, pero no de manera natural y espontánea, sino por la siguiente prohibición:

En qué manera se puede hacer llanto y poner luto por los difuntos... Ordenaron, y establecían por ley, que de aquí adelante cuando quiera que alguno muere en Vizcaya [...] no sea osado de hacer llanto alguno mesándose los cabellos, ni rasgándose la cara, ni descubriendo la cabeza, ni haga llantos cantando, ni tomen luto de marraga, so pena de mil maravedíes a cada uno que lo contrario hiciere por cada vez.

Existe gran variedad de versos recogidos por los cronistas de la época y otros muchos que han perdurado en la memoria colectiva y que antes de ser perdidos han tenido la fortuna de ser transcritos:
- Milia Lasturkoren eresia (siglo XV)
- Pedro Abendañoren kanta (1443)
- Martin Bañezen eresia (1464)
- Tercer canto de Ahetzeko anderea (1425)

## Tres autores clásicos: Lazarraga, Etxepare y Leizarraga
Tres son los autores clásicos de la literatura en euskera, Joan Pérez de Lazarraga, Bernat Dechepare y Joanes Leizarraga. El manuscrito del primero de ellos fue descubierto en 2004 y en él claramente se observa la influencia de la lírica cortesana tradicional, la de la novela pastoril italiana y los moldes populares vascos. En el caso de Etxepare, comparado muchas veces con el arcipreste de Hita, la literatura provenzal francesa del siglo XII y XIII tiene influjo considerable, y respecto a Leizarraga, traductor de la Biblia al euskera, hay que alabar sin duda alguna la descomunal tarea que tuvo que realizar, el intento de buscar un euskera unificado (preocupación de muchos de los autores posteriores) y la utilización de formas cultas y compuestas, inexistentes en la literatura escrita hasta aquel momento.
Para entender a estos autores hay que entender el contexto histórico en el que vivieron. El Papa se había mostrado favorable a Fernando el Católico en los litigios que mantenían Castilla y Navarra, teniendo que huir Juana de Albret a la Baja Navarra, donde se convertiría al protestantismo debido a la influencia de los calvinistas franceses e impulsaría la Reforma. Mientras esto ocurría en el País Vasco francés, en las provincias vascas el sistema feudal sufrió un duro golpe con la aparición de una nueva figura jurídica, la hidalguía universal para Vizcaya, Guipúzcoa y algunos valles navarros y alaveses aunque los enfrentamientos entre los Ahaide Nagusiak (familias de la alta nobleza) seguirían dominando parte de la vida política.

### Bernat Dechepare (1480-1560)

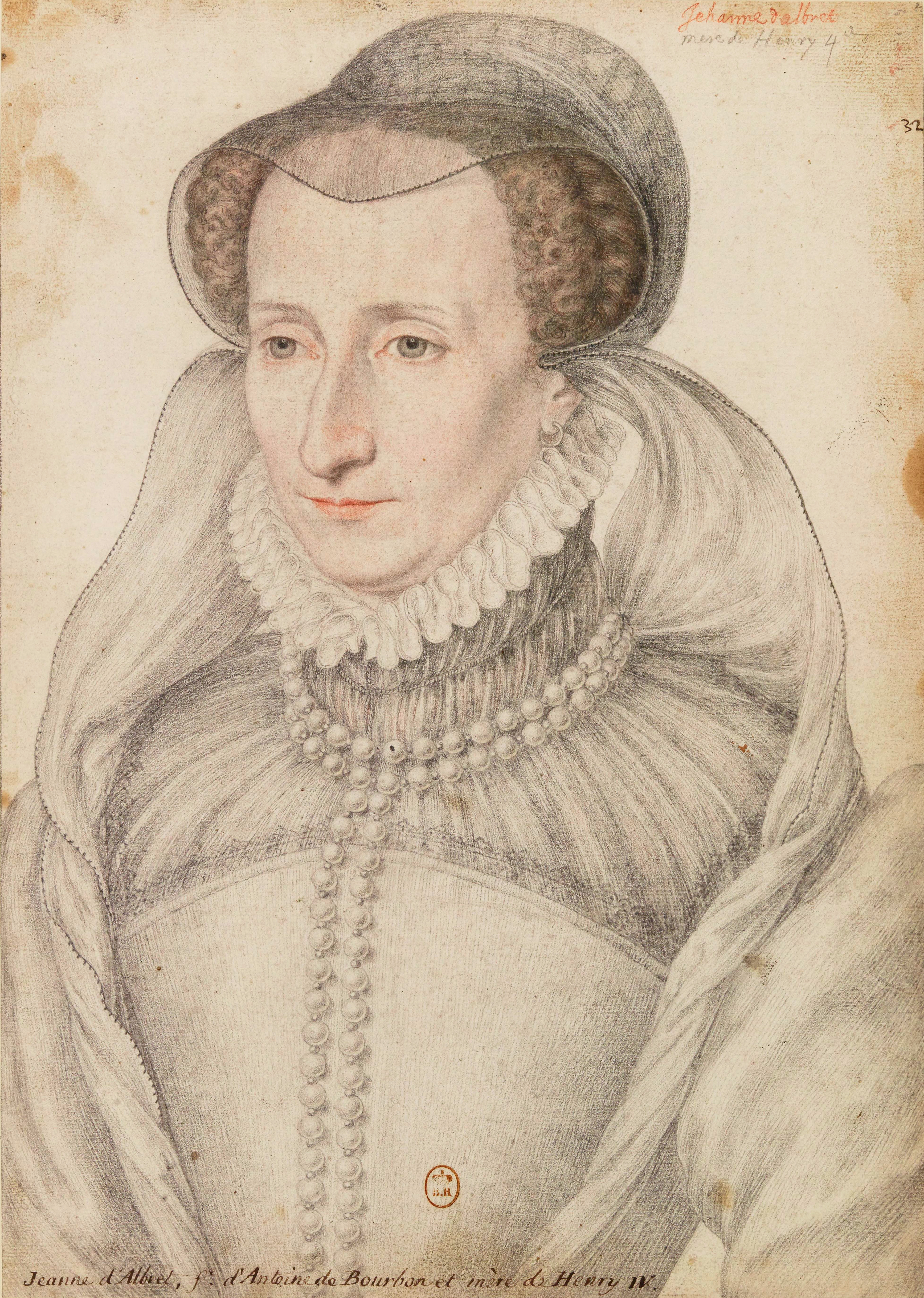
Juana de Albret, reina de Navarra que encargó la traducción de la biblia al euskera, fijando las bases del euskera escrito

Poco se sabe sobre su vida, al igual que ocurre con la mayoría de autores en euskera. Según el prólogo de 31 líneas que escribió en su obra, fue párroco de Eyheralarre muy cercano a San Juan Pie de Puerto, en la Baja Navarra, actual Francia. No se conoce su datación pero se supone que nació en las últimas décadas del siglo XV. Estuvo preso, tal como lo reconoce en sus versos autobiográficos, probablemente por apoyar la causa castellana en la época de la conquista de Navarra (a partir de 1512).
Etxepare fue el primer autor vasco en publicar en euskera (de lo cual él mismo era consciente). Fue impresa en Burdeos en el año 1545 bajo el título de revelador de Lingua Vasconum Primitae y se trata de una larga recopilación de versos que giran alrededor de cuatro temas: religión, amor, autobiográficos y alabanzas a la lengua vasca.
Al confeccionar su obra, Etxepare emplea la técnica del versolarismo, ya que desconoce la métrica utilizada en la poesía culta. Es por ello por lo que se considera un poeta popular, pues escribió para él, tal y como indica la utilización de los metros y melodías del versolarismo, probablemente con la intención de que fueran leídos o cantados. 
Hay que comentar que no se puede entender la obra de Bernat como la de un autor en solitario, fue fruto de un contexto, pues; tal y como Oihenart escribió en 1665 en L´art poétique basque en aquella época existían otros dos poetas, el escritor de pastorales Joan Etxegarai y Arnaut Logras, de cuyas obras ninguna nos ha llegado hasta hoy en día, pues es probable que fueran publicadas después de Etxepare (lo cual explicaría la inexistencia de referencias a estos autores y que diga en sus versos: "Si hasta ahora estuviste sin ser impresa, desde hoy circularás por todo el mundo" o que no se publicaran, tal y como ocurrió con el manuscrito de Lazarraga.
CONTRAPAS 
| ¡Euskera, sal fuera! Bendito sea el país de Garazi, porque ha elevado el euskera al rango que le corresponde. ¡Euskera, sal a la plaza! Los que no son vascos creían que era imposible escribir en euskera; ahora han comprobado que estaban equivocados. | ¡Euskera, sal al mundo! Estabas en poca estima entre las lenguas; pero ahora serás la más noble de todas. ¡Euskera, sal al mundo entero! Las otras lenguas llegaron a su esplendor; ahora la nuestra superará a todas. | ¡Euskera! Todos aprecian a los vascos a pesar de no conocer su lengua; ahora comprobarán cómo es el euskera. ¡Euskera! Si hasta ahora estuviste sin ser impresa, desde hoy circularás por todo el mundo. | ¡Euskera! No hay lengua alguna ni francesa ni ninguna otra que sea hoy comparable al euskera. ¡Euskera, ve al baile! |

### Joanes Leizarraga (1525-1601)
Nació en 1525 en Briscous (Labort) y murió en 1601 en Labastide-Clairence. En 1560 se convirtió al protestantismo (al igual que la reina) y se puso a las órdenes del sínodo de Pau quien le encargó, para ayudar en la difusión de la reforma entre la población, la traducción de la Biblia al euskera. Publicó tres obras:
- Jesus Krist Gure Jaunaren Testamentu Berria (Nuevo Testamento)
- Kalendrera, calendario de festividades religiosas
- ABC edo Kristinoen instrukzionea, sobre las enseñanzas cristianas o la doctrina.

Las tres obras fueron publicadas en 1571 en La Rochelle, fortaleza de los hugonotes franceses, y junto a la biblia incluyó algunos escritos sobre la vida diaria del cristiano. Los críticos destacan de él el mérito del traductor, pues trabajo casi sin ejemplo alguno de obras en prosa. La única obra contemporánea que conocemos es la de Juan Pérez de Lazarraga. También hay que mencionar que el tener que utilizar formas subordinadas lo llevó a una prosa de estilo parecido al de las lenguas románicas, siendo ejemplo de ello la influencia del latín en las estructuras sintácticas; aunque hay que decir también que alterna con maestría las proposiciones breves y las largas. Aunque la traducción es atribuida completamente a Leizarraga, se sabe que tuvo la ayuda de varios colaboradores.
Escribió para los vascohablantes de todo el País Vasco francés, incluyendo a los que no eran súbditos del Reino de Navarra. Utilizó formas de los dialectos labortano, bajo navarro y suletino por lo que se puede pensar que decidió unir los tres dialectos para poder llegar a un público más amplio. La traducción va acompañada también de un pequeño diccionario.

### Juan Pérez de Lazarraga (1578?-1605)
El manuscrito encontrado por Borja Aginagalde en 2004 y adquirido por la Diputación de Guipúzcoa a un anticuario de Madrid ha supuesto que muchas de las ideas concebidas hasta el momento sobre la historia de la literatura vasca hayan tenido que ser revisadas, entre ellas el aislamiento al que se decía que había estado sometida la literatura en euskera hasta entrada la Era Moderna. 
El manuscrito está compuesto por 102 páginas en total, de las cuales dos tercios sería poesía y lo restante pertenecería al género recién inaugurado por Jacopo Sannazaro llamado novela pastoril renacentista. Al igual que este, Lazarraga entremezcla la prosa y el verso, pero su estilo lírico está más cercano al cortesano tradicional de las canciones del siglo XV que de las descripciones y detalles de Petrarca.
Si hay que destacar algo es la utilización de la prosa, que se creía que no se desarrolló hasta la llegada de la ascética didáctica de la Escuela de Sara en el siglo XVII y la del desaparecido dialecto de noreste de Álava, que Koldo Mitxelena defendió que quedaría probada. El euskera utilizado por Lazarraga es sin duda alguna un euskera arcaico, marcado por formas en subjuntivo ya perdidas, el caso nondik arcaico y las formas viejas en los verbos auxiliares.

## SigloXVII: el siglo de Axular
La literatura de esta época fue utilizada por el catolicismo para empujar a la Contrarreforma y es por ello por lo que en parte queda limitada por ella. Tuvo su mayor fuerza en Labort, pues era en aquella época la comarca con mejor situación social al encontrarse en pleno auge gracias al comercio marítimo. Su objetivo principal era adoctrinar al pueblo llano, es por ello por lo que la poesía y la prosa son tan cercanas a la oralidad; ejemplo de ello es el uso de la prosa retórica en los oradores y de los metros del versolarismo en la poesía.
En su intento por seguir con las órdenes del Concilio de Trento, es decir; de educar al pueblo en la doctrina cristiana en su propio idioma; Axular y los eclesiásticos que lo seguirían consiguieron poner las bases firmes del euskera escrito y es por ello por lo que los críticos reconocen la deuda que el euskera tiene a estos. 
Esta obsesión por expandir la doctrina cristiana entre el pueblo llano probablemente responde a la lenta cristianización de Vasconia defendida por Barandiarán. No hay que olvidar que en aquel momento la escolástica que Erasmo había intentado marginar había resurgido con fuerza, especialmente en el sur de Europa, donde los libros de este habían pasado de ser modélicos para la Reforma a estar en la lista de los libros prohibidos. Oihenart y Piarres Etxeberri, los únicos autores seglares, iniciarían un camino que años después otros autores seguirían, es decir, se alejarían de los temas religiosos para tomar otros más profanos.
Se le llama el siglo de Axular o el de la Escuela de Sara al siglo XVII, pues los críticos consideran que fue este quien le dio la fuerza que necesitaba a la prosa en euskera, a pesar de que la traducción de Leizarraga en el siglo anterior pues las bases para realizar estas. Probablemente la mayoría de autores de esta época se conocieron, pues por ejemplo Bertrand Etxautz, obispo de Bayona, escribió una carta llena de elogios 43 años después de la publicación del Gero. En la entrada que hace Axular mismo indica "konpañia on batean, euskaldunik baizen etzen tokian" (en buena compañía, donde no había más que vascos) decidieron escribir un libro contra la vagancia  y que finalmente fue él quien llevó la tarea a cabo. No es difícil de imaginar que los curas y frailes de Labort, pero también los médicos y abogados de esta comarca serían los compañeros de charla de este. Tenemos también noticia de dos vascohablantes nuevos (Materra y Pouvreau), dos poetas (Echeverría y Gazteluzar), un hombre de mar (Echéverri) y Arganatz.

### La Escuela de Sara
El siglo XVII fue una etapa de espiritualidad, y la cultura estaba muy vinculada a ella. Los sacerdotes de la zona la difundían en la lengua que mejor entendía el pueblo: el euskera. Por ello, el siglo XVII es un periodo de florecimiento de la cultura vasca. Son de esta época los escritores que conforman la llamada Escuela de Sara: un grupo de escritores unidos por unos rasgos de estilo dentro de la historia de la literatura en esta lengua. En este siglo también se encuentran autores como Oihenart Juan de Tartas.
Los miembros de la Escuela de Sara procedían principalmente del triángulo formado por las localidades de Sare (Sara en euskera, de donde recibe el nombre la escuela), San Juan de Luz y Ciboure. Entre sus miembros cabe destacar a los sacerdotes Axular y Etxeberri Ziburukoa. En provincias vecinas se encuentran también a autores como Materre, Klaberia, Hirigoyti o Guillentena. Los escritores de la escuela de Sara tenían ciertos rasgos comunes: 
- En su mayoría eran eclesiásticos que escribían libros religiosos.
- Todos habían cursado ciencias humanas.
- Usaban un euskera popular, sin los latinismos de Leizarraga.
- Formaban un grupo y se censuraban unos a otros.
- Cultivaron especialmente la poesía.

### Pedro Agerre "Axular" (1556-1664)

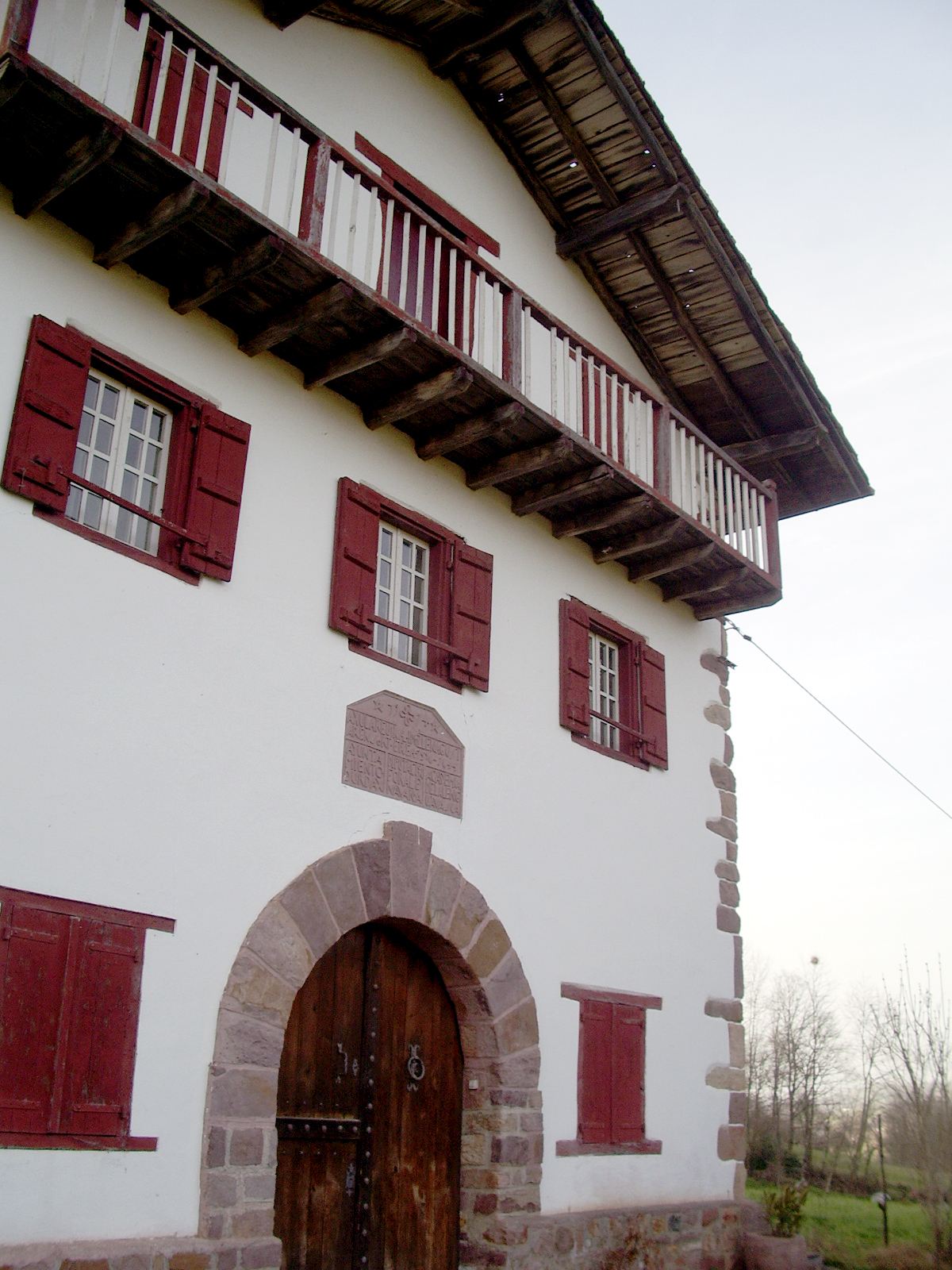
La casa natal de Axular, en Urdax, Navarra

Considerado el Cervantes euskaldún, Pedro Agerre Azpilkueta nació en el pueblo Urdax, en Navarra, en un caserío llamado Axular, de donde recibiría su sobrenombre. Realizó sus estudios sacerdotales en Pamplona y los de ciencias humanas, retórica y filosofía en Lérida y Salamanca. En 1596 se ordenó sacerdote en Tarbes y durante cuatro años trabajó de orador en San Juan de Luz, cuyo obispo, Bertrand Etxauz, lo nombraría rector de Sara. Sin embargo, como no era francés, Axular tuvo que luchar por el puesto. Un cura de San Juan de Luz llamado Joanes Harostegi le denunció por ese motivo, pero Axular recibió el beneplácito de Enrique IV, rey de Francia, ya que el natural de Urdax, siendo un navarro del sur, era natural de unas tierras de cuyos derechos la casa de Albret no había renegado. Permaneció al frente de dicha parroquia durante muchos años. Allí falleció, en 1664.
Vivió en un entorno rico y cambiente, mientras España estaba en decadencia Francia vivía una época dorada, pues aun siendo ambos países católicos, este último vivía una gran sed de sabiduría que le llevaría a buscar más allá del cristianismo. Tampoco debemos olvidar que después de la Paz de los Pirineos de 1659 Francia vivía una época de tranquilidad y cuando Axular escribió Gero, el catolicismo se habían afianzado en Francia.
Guero, bi partetan partitua eta berecia (1643) fue su única y la obra que revolucionaría y asentaría la prosa en euskera. Atendiendo al título parece haber dos partes, aunque solo se ha recogido una, quizá porque ambas están en una, porque no escribió más o no llegó a publicar la segunda parte. Su contenido se resumen en la siguiente atsotitza o refrán "Gero dioenak bego dio" ("Quien dice luego, dice dejalo"), es decir, prueba que dejar las tareas para luego es el lema del vago, y para ello toma los argumentos y frases de muchos autores clásicos, amontonándolos pero relacionándolos con maestría y belleza.
La crítica recuerda que Axular fue orador, antes de escritor, es por ello por lo que utiliza el género persuasivo pues su fin es cambiar el comportamiento humano. Para este fin utiliza una gran gama de recursos retóricos, cuidando tres rasgos:
- Enseñar: desarrolla el tema con estilo calmado, tranquilo, razonado y de largas explicaciones.
- Ser agradable: ejemplifica continuamente con referencias y refranes.
- Mover al lector: cuando quiere ser azuzador utiliza un ritmo ligero, un estilo directo (la segunda persona, es decir, el hika), proposiciones más breves y una entonación interrogativa y exclamativa. Es decir, utiliza recursos del propios del sermón eclesiástico.

### Otros autores de Labort
- Esteve Materre. Se desconoce su fecha de nacimiento, pero al aprecer desarrollo su tarea literaria en el siglo XVII. y estudio euskera en Sare de manos de Axular. En 1607 publicó Doctrina Christiana donde animaba a los vascohablantes a estudiar el euskera culto. El autor defendía también que la doctrina debía ser cercana al pueblo, escribiendo pensando en él, lejos de los "predicadores de cátedra".
- Silvain Pouvreau: tradujo tres libros de devoción para la iglesia del cardenal Richelieu y otros dos de San Francisco de Sales. Además de esto elaboró un diccionario del euskera al francés, aunque no fue publicado en su época.
- Piarres Argainaratz: este cura de Ciboure dejó dos libros escritos, uno en prosa (del cual no ha quedado ejemplar alguno) y otro en lírica, el conocido Deboten brebiarioa (1665). Los críticos realzan la figura de Abisu eta exortazione probetxosoak bekhatorearentzat para estudiar la evolución de la prosa vasca, pues al parecer este escritor tenía preocupación por los gustos estéticos, aunque por desgracia el ejemplar de 572 hojas que el padre Larramendi tuvo en sus manos se perdió.
- Piarres Etxeberri: fue el primero en traducir en el siglo XVII en Labort una obra no religiosa, Itsasoko nabigazionekoa (1677). Es un libro de gran interés pues en aquella época eran muchos los habitantes de Labort que se dedicaban a la mar y contiene gran número de expresiones respecto a esta hoy en día ya perdidas.

### Joanes Etxeberri Ziburukoa
Se desconoce su fecha de nacimiento pero teniendo en cuenta que su primer libro se publicó en el año 1627 y los estudios eclesiásticos que realizó, se suele afirmar que nació hacia 1580. Cursó sus estudios en Pau, con los jesuitas, se doctoró en teología y se convirtió en un erudito del latín. Antes de dedicarse a la literatura trabajó también en la construcción naval. 
Obra
Escribió tres libros, todos en verso y de temática religiosa, Oihenart considera que también escribió otras tres: Familiako Gutunak, Eguneroscoa, e Hiztegia. Pero tradicionalmente se considera que no son más que partes de su obra principal Manual Devotionezcoa.
- Manual Devotionezcoa: se editó por primera vez en Burdeos, en 1627, y se volvió a publicar en 1669. Casi todo está en verso, pero se pueden encontrar algunos textos en prosa, con oraciones y ruegos. Se divide en dos partes: 
  - La primera (3.814 versos) explica lo que debe saber un buen cristiano.
  - La segunda (4.000 versos) expone las oraciones que un cristiano puede rezar en cualquier momento.

- Noelac eta bertze kanta espiritual berriak: se editó en 1631 y fue reeditada varias veces. Contiene canciones navideñas, la vida de Jesús y capítulos sobre santos.
- Eliçara erabiltceco liburua: vio la luz en 1636 y se volvió a editar en 1665 y 1666. Según Oihenart, en ella se ven los fallos de su poesía, por ejemplo que no respeta la métrica y mezcla palabras masculinas y femeninas.

Críticaera hombre de gran cultura y escribió poesía no solo en euskera, sino que también en latín. Tenía a los hombres de la mar en mente a la hora de escribir su obra pues tal y como él decía era conocida la afición de los pescadores a las canciones y versos en metros populares. Es por ello por lo que escribió en metros propios del versolarismo, pues la intención del autor era que los pescadores cantaran y memorizaran sus versos en euskera. Con este fin utiliza recursos mnemotécnicos como las rimas pegadizas y al parecer, por las reediciones que hubo, con gran éxito.
Este autor responde con claridad a una de las preguntas que siempre ha habido en la historia de la literatura, ¿para quien debe escribir el poeta? el autor no tiene dudas, para el pueblo.

## SiglosXVIIIyXIX
En el siglo XVIII, la obra del jesuita Manuel de Larramendi (1690-1766), filólogo y estudioso del euskera, que utilizó generalmente el castellano, sirvió de acicate para la creación literaria en lengua vasca. Fue autor de De la antigüedad y universalidad del bascuence en España (Salamanca, 1728), y un Diccionario castellano, bascuence y latín (San Sebastián, 1745). También escribió la primera gramática vasca, con el título de El imposible vencido (Salamanca, 1729). Contemporáneo de Larramendi fue otro jesuita, Sebastián de Mendiburu (1708-1782), que utilizó el dialecto alto navarro y escribió sobre todo prosa religiosa.
El siglo XIX vio un mayor desarrollo de los estudios filológicos y antropológicos, con figuras como Resurrección María de Azkue, que de la literatura en lengua vasca, la cual conoció un marcado declive, que, paradójicamente, sólo comenzó a remitir cuando, en 1876, fueron derogados los Fueros vascos. La obra, tanto literaria como política, de Sabino Arana es una de las expresiones más evidentes del proceso de recuperación del vasquismo, que desembocaría en la creación del nacionalismo vasco.

## SiglosXXyXXI

### Literatura anterior a la guerra civil
En 1919, por iniciativa de la Sociedad de Estudios Vascos y el patrocinio de las cuatro diputaciones vascas se fundó la Real Academia de la Lengua Vasca (Euskaltzaindia), dedicada al estudio y la promoción del euskera. Los académicos tenían que representar proporcionalmente a todos los territorios vascos y se intentó en todo lo posible reunir a personas de todas las tendencias políticas, principalmente nacionalistas y fueristas. En esta época existió un debate sobre si había que crear un modelo unificado para el uso escrito. Los académicos que estaban a favor no tenían mucha fuerza dentro de la institución y además, estos no llegaban a un acuerdo en torno al camino a seguir. Aunque se pudieron tomar algunas decisiones básicas sobre el vasco escrito, el proyecto del euskera batúa tuvo que esperar hasta la posguerra.
En muchísimos casos, las publicaciones anteriores a la Guerra Civil estuvieron muy influenciadas por teorías que pretendían modificar la flexión y la morfología vascas aplicando una supuesta lógica interna de la lengua. Muchos escritores, fieles a un purismo estricto, desecharon antiquísimos préstamos latinos y románicos por considerarlos barbarismos, sustituyéndolos por neologismos o localismos de dudosa procedencia. En algunos casos el fruto de estas tendencias fue un volapük incomprensible para el vascohablante corriente y este euzkera barria (euskera nuevo) no consiguió llegar más que a un reducido círculo de iniciados. Las obras que han trascendido al tiempo fueron sido las escritas por los que, aun teniendo ciertas "manías", supieron aprender de los clásicos y confiaron en lo que les decía su propio genio de la lengua más que en teorías que el tiempo ha acabado por caducar: Resurrección María de Azkue, Nicolás Ormaechea, Xabier de Lizardi, Esteban Urkiaga, Domingo Aguirre y Jean Etxepare fueron algunos de ellos.     
Por norma general, la situación de la literatura ha sido mejor en Francia que en España, ya que los vascofranceses han tenido desde siempre una mayor costumbre de leer y escribir en euskera. Al norte de los Pirineos, en 1887 aparece el semanario Eskualduna en Bayona, dando lugar a una tradición de escritores que participan del estilo directo y fresco del periodismo. Blaise Adéma, Jean Hiriart-Urruty y Jean Etxepare publicaron artículos de primer nivel, con gran acogida en el País Vasco francés. Los primeros artículos de divulgación científica y los primeros indicios de narrativa moderna en euskera se encuentran entre estas páginas. Ideológicamente formaba parte de los conocidos como xuriak (blancos, conservadores, frente a los gorriak, rojos), los cuales gozaban de una posición hegemónica en todo el País Vasco francés, y en su etapa final acabó alineándose con el petainismo durante la ocupación nazi. En 1944 cayó en descrédito y fue sustituido por el semanario Herria, dirigido por Piarres Lafitte, revista que ha seguido publicándose hasta nuestros días.    
En la primera mitad del siglo XX tuvo gran relevancia el poeta José María Aguirre, más conocido por su pseudónimo Xabier de Lizardi (1896-1933), autor que publicó un único libro en vida, Biotz-begietan (En el corazón y en los ojos) más la póstuma Umezurtz-olerkiak (Poesías del huérfano), cuya estética simbolista ha hecho que se le compare con Juan Ramón Jiménez. Es una poesía de tipo intimista, basada en la naturaleza y la mitología vasca. Otro poeta importante en la literatura anterior a la guerra civil fue Nicolás Ormaechea, llamado "Orixe", con su extenso poema (más de 12.000 versos) Euskaldunak (Los vascos). Este poema se define como un ejercicio de literatura pastoril al servicio de un pretendido «poema nacional», que no pudiendo publicarse por el estallido de la Guerra Civil, tuvo que retrasarse su primera edición hasta 1950. Ormaechea fue admirado por su extenso conocimiento de la lengua y literatura vascas y por su genial capacidad de traducir los clásicos al euskera, las cuales en muchos casos siguen manteniendo su vigencia.
En prosa, destaca sobre todo el novelista Domingo Aguirre (1864-1920). Su obra tiene un fuerte carácter costumbrista. Kresala (Agua de mar, 1906) muestra la vida en un pueblo pesquero. Garoa (El helecho, 1912), en cambio, se desarrolla en las montañas de Oñate (Guipúzcoa).

### Literatura posterior a la guerra civil
Tras la guerra civil, la literatura en euskera conoció un período enormemente difícil. Las primeros libros en publicarse fueron Urrundi (1945) (Desde lejos), del consejero del Gobierno Vasco en el exilio Telesforo Monzón, editado en México en y el poema Arantzazu (1949) de Salvador Mitxelena (1919-1965) editado en Guatemala.
A partir de finales de la década de 1950 algunos escritores jóvenes empezaron a publicar sus obras, entre ellos Gabriel Aresti, cuyo libro más importante fue Harri eta herri (Piedra y pueblo, 1964), en la línea de la poesía social. Esta obra, que se convirtió en el libro más vendido en euskera en su época, es el signo de una generación con una nueva mentalidad, ya que en él aparece la imagen de un pueblo vasco urbano y enfrentado a los problemas sociales, lejos ya del estereotipo del pueblo vasco rural del poema Euskaldunak de Orixe. Aresti tiene cierta relación con la obra de otros poetas vascos que se expresaron en castellano, como Blas de Otero o Gabriel Celaya, con los que comparte el compromiso social. La figura de Aresti está íntimamente relacionada con los primeros grupos de teatro y el colectivo musical Ez dok Hamairu, iniciadores de la corriente conocida como "Euskal Kantu Berria" (Nueva Canción Vasca).
En cuanto a la narrativa, tiene una gran importancia la novela Leturiaren egunkari ezkutua (Diario secreto de Leturia), de José Luis Álvarez Enparantza, Txillardegi, publicada en 1957, de corte existencialista y considerada la primera novela moderna escrita en euskera. A estos aires de modernización le siguieron Egunero Hasten delako y Ehun Metro de Ramón Saizarbitoria, empapados de la influencia de la Nouveau Roman de los años setenta. A estos pioneros se les une Anjel Lertxundi. 
Después de los primeros pasos en el tardofranquismo, ha ido desarrollándose un mundo editorial que llega a publicar alrededor de 1500 títulos al año, con unos 300 escritores. El autor de mayor éxito editorial fuera de las fronteras del País Vasco ha sido sin lugar a dudas Bernardo Atxaga, muy especialmente por sus novelas Obabakoak (con la que obtuvo el Premio Nacional de Narrativa español) y Memorias de una vaca (Behi euskaldun baten memoriak), que lograron gran difusión al ser traducidas al castellano y, posteriormente, a más de veinte lenguas. En poesía despuntaron el propio Atxaga y Joseba Sarrionandia, con Etiopia y con Izuen gordelekuetan barrena, respectivamente; así como la vía simbolista y esteticista de Felipe Juaristi, la poesía vanguardista de Koldo Izaguirre y la poesía de la intensidad de Tere Irastortza.
El nuevo siglo ha traído una nueva generación de autores jóvenes cuya particularidad es que han realizado toda su educación en lengua vasca. Así,  en 2002 Unai Elorriaga recibió el Premio Nacional de Narrativa por su novela Un tranvía en SP (SPrako Tranbia). Kirmen Uribe es, ahora mismo, uno de los autores más leídos y traducidos, Premio Nacional de Narrativa por Bilbao-New York-Bilbao y poeta de reconocido prestigio internacional.

## Autores
Algunos autores conocidos por sus obras en euskera son:
- Bernat Dechepare
- Pedro Agerre Azpilikueta "Axular "
- Juan Antonio Moguel
- Gabriel Aresti
- Jon Mirande
- Bernardo Atxaga
- Arantxa Urretabizkaia
- Evaristo Bustinza
- Eusebio Urkiaga "Lauaxeta"
- José Manuel Etxeita
- Xabier Gereño
- Joseba Sarrionandia
- Mikel Zárate
- Anjel Lertxundi
- Xabier Lezama
- Unai Elorriaga
- Harkaitz Cano
- Kirmen Uribe
- Irati Jiménez
- Joxe Azurmendi
- Andima Ibiñagabeitia